# Rădăuți
Rădăuți (en allemand : Radautz ; en hongrois : Radóc ; en yiddish : ראַדעװיץ (Radevits)) est une ville du județ de Suceava, en Moldavie, région du nord-est de la Roumanie. En 2011, elle comptait 23 822 habitants.

## Géographie
La ville est située sur la rivière Toplița dans une zone proche de la frontière limitrophe avec l'Ukraine. Elle se trouve à 37 kilomètres au nord-ouest de la capitale régionale Suceava. Rădăuți fait partie du sud de la région historique de Bucovine qui appartient à la Roumanie depuis 1918.

## Histoire

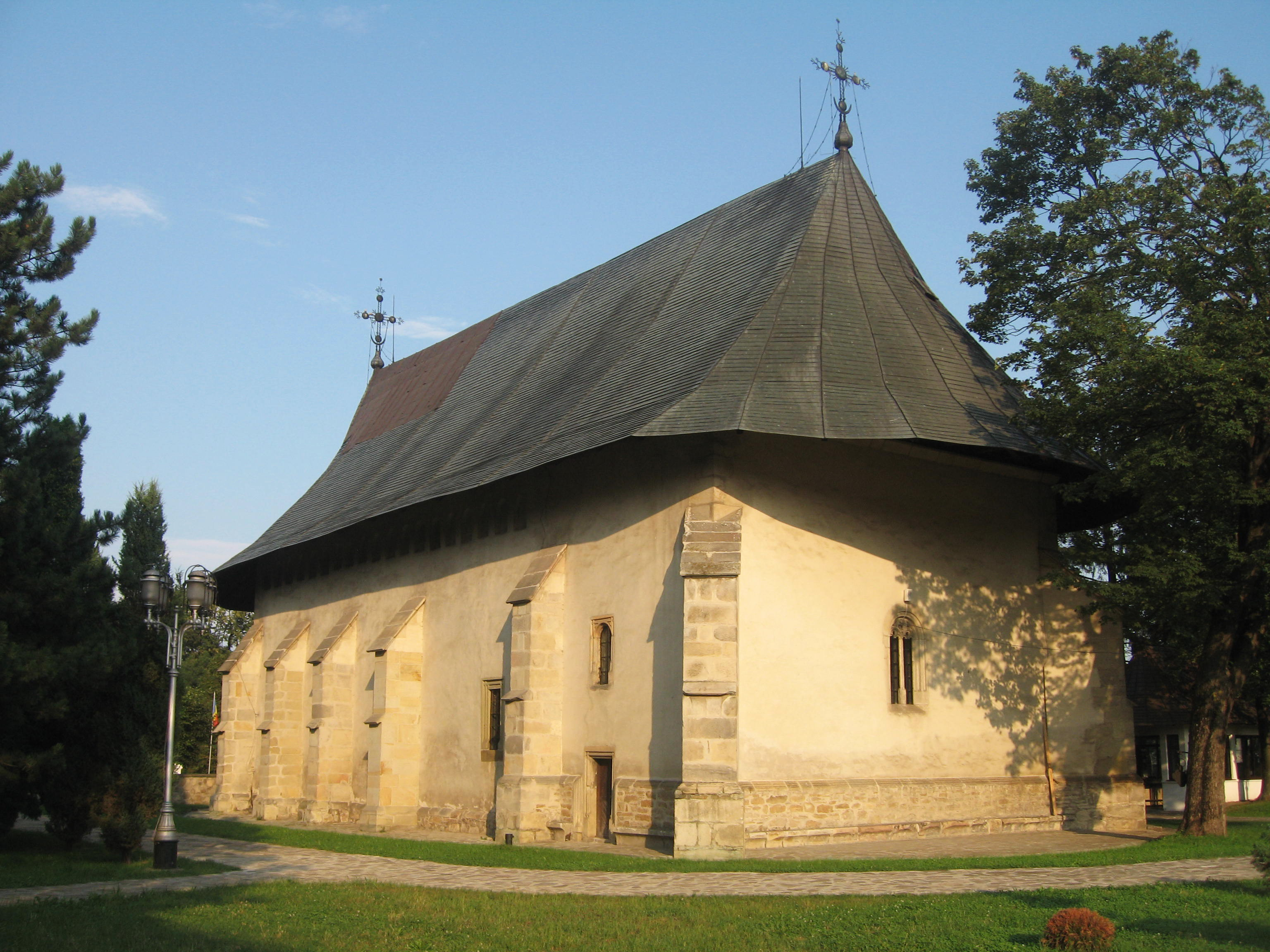
L'église Bogdana.

La ville fut mentionnée pour la première fois dans un acte de 1392, elle a probablement été fondée sous le règne du voïvode Bogdan Ier, prince de Moldavie à partir de 1359. Au XVe siècle, le monastère Bogdana, l'une des églises de Moldavie, devient la sépulture du prince Alexandre le Bon († 1432). Au fil des siècles, la principauté est tombée sous la suprématie de l'Empire ottoman.
Jusqu'en 1775, Rădăuți était un marché agricole de la Moldavie, dans le ținut (comté) de Suceava. Cette année-là, les souverains de la monarchie de Habsbourg s'emparent du nord-ouest de la principauté qu'il appelle Bucovine (Bukowina). Les Habsbourg développent Rădăuți, qui, grâce à un haut niveau d'immigration allemande et juive, devient la deuxième ville de la Bucovine (une terre de la Couronne (Kronland) autrichienne à partir de 1861) après la capitale Czernowitz (Tchernivtsi). En 1890, elle était peuplée de 12 895 habitants dont 8 530 germanophones, dont la moitié était juive (les juifs représentent alors plus de 30 % de la population de la ville et s'exprimaient en yiddish et en allemand) et 3 203 moldaves. Il y avait 4 712 catholiques allemands, 4 235 juifs  et 3 506 orthodoxes surtout moldaves, mais aussi ukrainiens. Radautz était également connue pour son haras impérial avec un élevage célèbre du Selle autrichien.

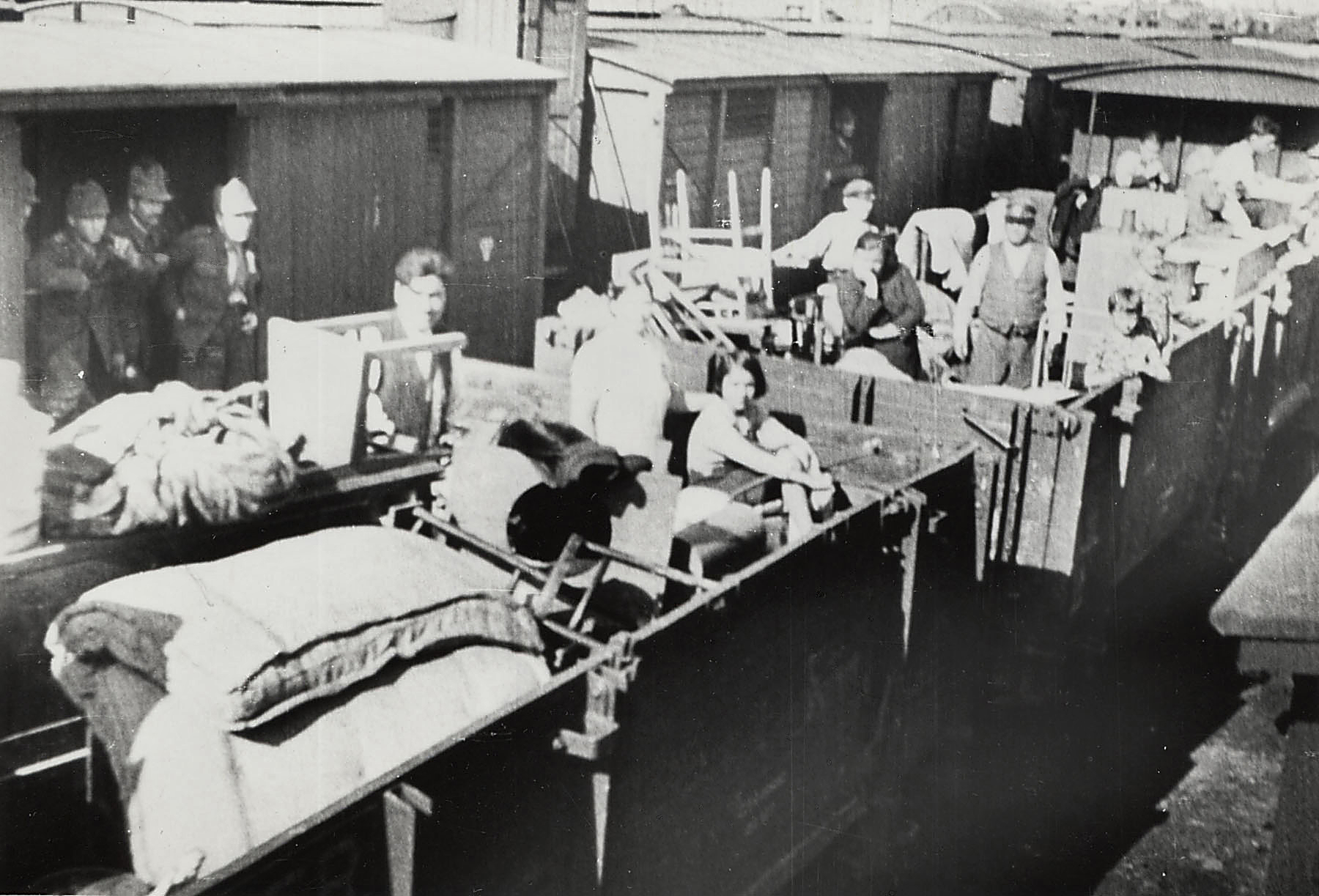
Trains de réfugiés roumains expulsés de Bucovine par les soviétiques.

Lorsque la Première Guerre mondiale s'achève par la dissolution de l'Autriche-Hongrie en 1918, les Ukrainiens et les Moldaves de la région proclament leur souveraineté sur la Bucovine et, ces derniers étant plus nombreux, le pays et sa capitale rejoignent le royaume de Roumanie : la ville reprend son nom moldave de Rădăuți. En 1930, elle compte 16 788 habitants dont 35,2 % Roumains, 33,4 % Juifs et 27,5 % Allemands. Désormais c'est le roumain qui est officiel, même si les autres langues continuent d'être d'usage courant. 
Le pacte Hitler-Staline et la Seconde Guerre mondiale provoquent la déportation des juifs et l'expulsion des Allemands, remplacés par des réfugiés moldaves venus des régions annexées par l'URSS, de sorte qu'après la guerre il n'y presque plus que des Roumains à Rădăuți. Comme toute la Roumanie, Rădăuți a souffert des régimes dictatoriaux carliste, fasciste et communiste de février 1938 à décembre 1989, mais connaît à nouveau la démocratie et renaît économiquement et culturellement depuis la Libération de 1989 et depuis son entrée dans l’Union européenne en 2007.

## Population
Le recensement de 2002 donne la répartition de l'appartenance ethnique suivante :
- 26 637 Roumains
- 281 Lipovènes
- 254 Roms
- 204 Ukrainiens
- 171 Allemands
- 86 personnes d'autres origines

## Personnalités
- Avigdor Arikha (1929–2010), peintre ;
- Matei Vișniec (né en 1956), dramaturge, poète et journaliste ;
- Ștefan Rusu (né en 1956), lutteur ;
- Daniela Prepeliuc (née en 1984), journaliste belgo-roumaine.

## Jumelages
- Pontault-Combault (depuis 1989) ;
- Caminha (depuis 1998) ;
- Beilstein (depuis 1998) ;
- Ragusa (depuis 1998) ;
- Briceni (depuis 1998) ;
- Drochia (depuis 2001) ;
- Gliwice (depuis 2002) ;
- Kyrenia (depuis 2003).